# Автошлях E115
E115 — європейський маршрут, цілком проходить територією Росії від Ярославля через Москву до Новоросійська. Траса проходить територією Ярославської, Московської, Тульської, Липецької, Воронезької, Ростовської областей і Краснодарського краю.

## Маршрут
Росія
|  | Ярославль           |
|  | Ярославська область |
|  | Московська область  |
|  | Москва              |
|  | Тульська область    |
|  | Липецька область    |
|  | Воронеж             |
|  | Воронезька область  |
|  | Ростовська область  |
|  | Ростов-на-Дону      |
|  | Краснодарський край |
|  | Новоросійськ        |